# کی‌اف‌سی
کی‌اف‌سی (به انگلیسی: KFC مخفف کلمه Kentucky Fried Chicken به معنای مرغ سوخاری کنتاکی)، یک رستوران زنجیره‌ای آمریکایی است که در سال ۱۹۵۲ میلادی توسط کلنل ساندرز در ایالت کنتاکی، ایالات متحده آمریکا آغاز به کار کرد و هم اکنون در بیش از یکصد و پنجاه کشور جهان دارای بیش از سی هزار شعبه است. در حدود یک میلیون نفر در سراسر جهان در رستوران‌های کی‌اف‌‌سی به صورت مستقیم و غیرمستقیم کار می‌کنند.

## تاریخچه
هارلند پیتر ساندرز در سال ۱۸۹۰ میلادی متولد شد و مشاغل مختلفی را از جمله فروشندگی، کارمندی بیمه، کار در مزرعه و جایگاه سوخت انجام داد. در ۴۰ سالگی یعنی ۱۹۳۰، کارش را با یک رستوران کوچک بین‌راهی در اتاقکی در یک پمپ بنزین شروع کرد و از ابتدا خودش سرآشپز و صاحب‌ امتیاز بود. او به زودی معروف شد و در سال ۱۹۳۶، فرماندار کنتاکی به او لقب افتخاری کلنل داد (به همین دلیل او به نام سرهنگ ساندرز شناخته شده‌است). در ۱۹۳۷، یک هتل شیک در کنار مجموعه‌ رستورانش ساخت. در ۱۹۴۰، اولین دستور مرغ کنتاکی را خلق کرد. سرهنگ ساندرز در سال ۱۹۸۰ میلادی در زمانی که حدود ۶,۰۰۰ شعبه در سراسر جهان داشت، بر اثر سرطان درگذشت و پرچم‌های ایالت کنتاکی، ۴ روز تمام به احترام او به حالت نیمه‌افراشته درآمد.

## انتقادات

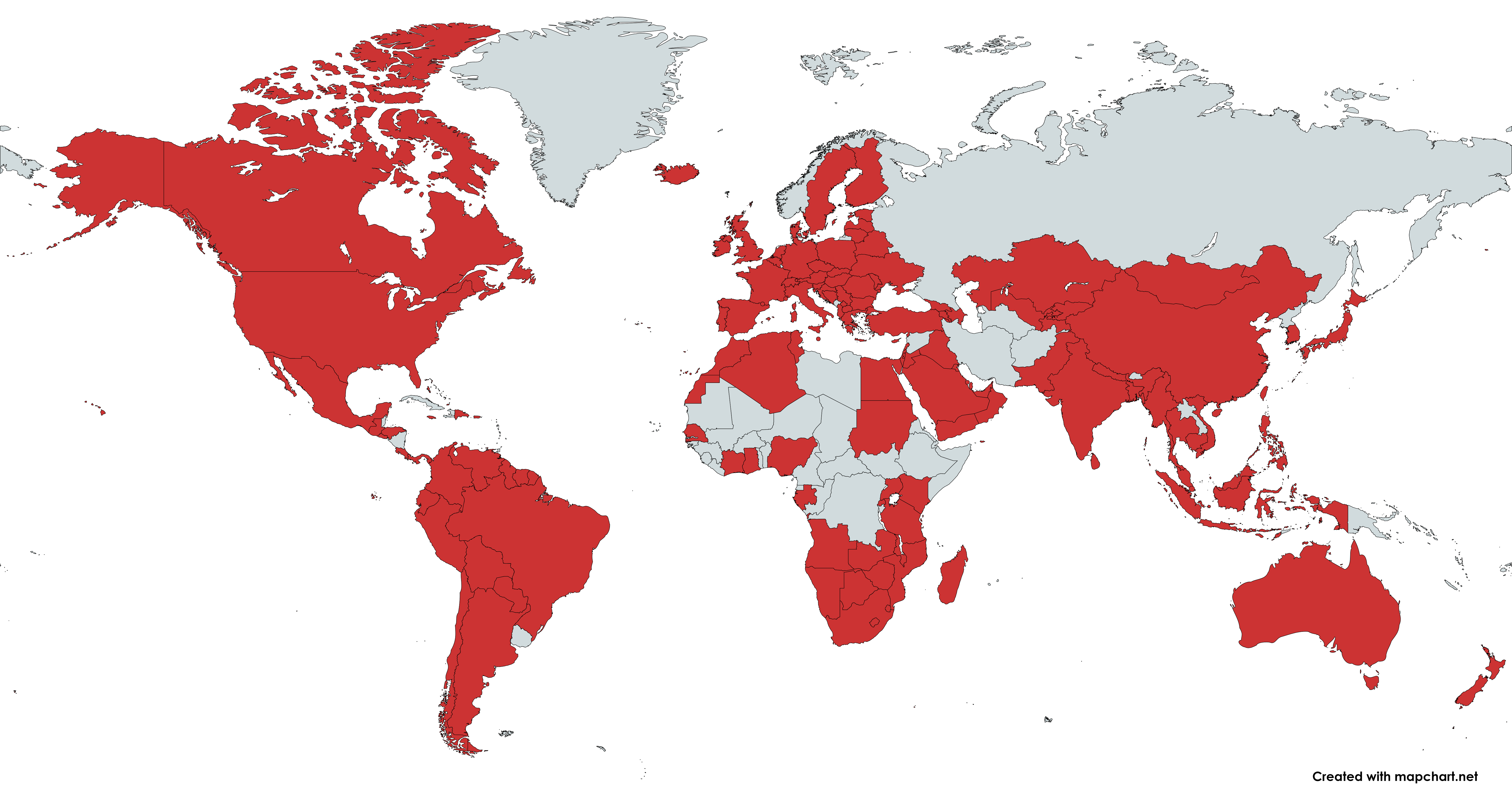
شعبات فعال کی‌اف‌سی در سراسر جهان

یکی از مهم‌ترین سازمان‌های حمایت از حقوق حیوانات به نام بنیاد مردمی رعایت اصول اخلاقی در برابر جانوران (PETA) از سال ۲۰۰۱ میلادی کمپین بزرگی را در سراسر جهان علیه رستوران‌های زنجیره‌ای کی‌اف‌سی در اعتراض به قتل سالیانه بیش از هفتصد و پنجاه میلیون مرغ آغاز کرده‌است و رفتار کی‌اف‌سی را «ضدبشری و غیراخلاقی» می‌نامد.

## نمایندگی در ایران
در سال ۱۳۹۴ هجری خورشیدی، شعبه‌ای از رستوران کی‌اف‌سی که در غرب تهران افتتاح‌ شده‌بود اما چند روز پس از شروع به‌کار پلمپ شد. دفتر مرکزی کی‌اف‌سی در آمریکا در واکنش به تأسیس شعبه‌ای از این رستوران زنجیره‌ای در ایران اعلام کرد که هیچ حق امتیازی به افرادی در ایران برای ایجاد شعبه کی‌اف‌سی داده نشده‌‌ و از گشایش رستوران کی‌اف‌سی در تهران شوکه شده‌‌است. کی‌اف‌سی در آمریکا دارای ۳۳ بازرس ارشد می‌‌باشد. علی شفیعی صابر به عنوان اولین و تنها مدیر ایرانی که دارای مدرک تایید صلاحیت مدیریت از آمریکا می‌باشد، در سمت بازرس ارشد این رستوران مشغول به کار هست. او نیز تاکید کرد که این شرکت تحت هیچ شرایطی در کشور ایران دارای هیچ‌گونه نمایندگی نمی‌باشد. وی در ادامه خاطر نشان کرد که در خصوص شرکت کی‌اف‌سی (حلال) که مدعی هستند در ترکیه ثبت شده، اگر کلمه [حلال] را قبل از نام شرکت کی‌اف‌سی آورده باشند، آن موقع از نظر ثبت، ایرادی به آن‌ها گرفته نخواهد شد اما اگر نام ثبت شده با کی‌اف‌سی شروع شود، امکان ثبت آن ممکن نمی‌باشد. ترکیه یکی از اعضای سازمان تجارت جهانی و تابع قوانین این سازمان است و نمی‌تواند شرکتی که نامش با کی‌اف‌سی آغاز می‌شود را ثبت نماید حتی اگر بعد از آن نام حلال آورده شود و چون طبق ادعای این افراد، توانسته‌ شده در کشور ترکیه به ثبت برسد، می توان با اطمینان گفت که باید قبل از نام کی‌اف‌سی کلمه یا نام دیگری وجود داشته باشد اما در ایران با کمی جابجایی همراه شده‌است. در ادامه او به این مسئله که در حال حاضر در کشورهای متعددی که اکثریت مردم مسلمان هستند شعب کی‌اف‌سی از نام حلال بعد از نام شرکت بهره می‌برند، نیز اشاره کرد. از نظر او، این شرکت یقیناً نمی‌تواند در کشورهای عضو سازمان تجارت جهانی این نام تجاری را به ثبت برساند اما اگر موفق به ثبت شده‌است بدین‌ترتیب این نام طور دیگری بوده است به‌طور نمونه حلال کی‌اف‌سی.
شفیعی صابر ذکر این نکته را ضروری دانست که شرکت ثبت شده در کشور ترکیه (با هر نام و ترتیبی اعم از کی‌اف‌سی حلال یا حلال کی‌اف‌سی) هیچ‌گونه ارتباطی با شرکت کی‌اف‌سی مادر در آمریکا نداشته و نخواهد داشت. همچنین هیچ‌گونه نظارتی مورد تایید شرکت کی‌اف‌سی بر روی محصولات آنان صورت نمی‌پذیرد و فاقد دستورالعمل‌های ضروری شرکت هستند که لازمه ایجاد کمیت و کیفیت بالا و مشهور کی‌اف‌سی می باشد. در پایان وی خاطر نشان کرد که ایرانی‌ها بدانند که کی‌اف‌سی هیچ‌گونه نمایندگی در ایران ندارد و نخواهد داشت و در صورت تغییر در این روال حتماً اطلاع رسانی به آن‌ها خواهد‌ شد و از آن‌ها درخواست کرد که جهت اطلاع از اینگونه اخبار فقط به سایت اختصاصی شرکت کی‌اف‌سی مراجعه کنند. اخبار مبتنی بر دستیابی به فرمول اوریجینال پودرهای مورد استفاده در کی‌اف‌سی و یا فروش پودرهای اصل کی‌اف‌سی تماماً جعلی و غیر واقعی است و هیچ‌گونه استانداردی ندارند. فرمول اورجینال این پودرها تحت شدیدترین تدابیر امنیتی مراقبت می‌شوند تا جایی درز نکند و به همین سبب شرکت کی‌اف‌سی مادر برای تمام عاملان قانونی خود در تمام دنیا طبق نیازشان به صورت آماده در بسته های چند کیلویی پودر ارسال میکند.

### بازگشایی
علی فاضلی، رئیس وقت اتاق اصناف ایران در اظهار نظری در رابطه با کی‌اف‌سی ایرانی به رسانه‌ها اعلام نمود: «با توجه به تعهدی که این واحد صنفی داده و لوگوی خود را تغییر داده‌است؛ دوباره شروع به‌کار می‌کند». وی در این رابطه اشاره داشت که کی‌اف‌سی حلال ایرانیان، با مجوز ایرانی فعالیت می‌کند.